# گیل هنری
گیل هنری (انگلیسی: Gale Henry؛ ‏ ۱۵ آوریل ۱۸۹۳ – ۱۷ ژوئن ۱۹۷۲) بازیگر اهل ایالات متحده آمریکا بود. وی بین سال‌های ۱۹۱۴ تا ۱۹۳۳ میلادی فعالیت می‌کرد.
از فیلم‌هایی که وی در آن نقش داشته‌است، می‌توان به همسران خیانتکار اشاره کرد.